# Erik Fiehn
Erik Theodor Fiehn (født 22. juni 1907 i København, død 10. december 1977 smst) var en dansk komponist og kortfilminstruktør.
- (Webside ikke længere tilgængelig)

Var gift med Edel Saunte.